# Bluebird Airways
Bluebird Airways è una compagnia aerea con sede nella proprietà dell'aeroporto di Candia a Heraklion, in Grecia.

## Storia
Bluebird Airways è stata fondata nel 2008 e ha sede a Heraklion, sull'isola di Creta, in Grecia.
Nel ottobre 2010, la società ha preso in consegna il suo primo Boeing 737-400 in leasing da ILFC (International Lease Finance Corporation), registrato SX-DAV. Nel giugno 2011, si è aggiunto alla flotta un secondo Boeing 737-400 da 174 passeggeri, registrato SX-TZE e noleggiato da AerCap. Il primo Boeing 737-400 ha lasciato la flotta nell'ottobre 2012.
Per due anni consecutivi, nel 2013 e nel 2014 , la società ha noleggiato un McDonnell Douglas MD-83 da Tend Air. Il primo veniva utilizzato durante il periodo estivo 22 giugno-4 novembre 2013; l'azienda decise di noleggiarne un altro dal 1° giugno al 20 ottobre 2014.
Il 8 febbraio 2016, il secondo Boeing 737-400 (SX-TZE) ha lasciato la flotta. Quattro mesi dopo, il 26 luglio 2016, è entrato in servizio il primo Boeing 737-300 noleggiato da Jetran, poi il secondo è arrivato l'anno successivo. Nel 2018, la società ha aggiunto un terzo Boeing 737-300, registrato 9H-AJW.
Il 21 maggio 2019, Un Boeing 737-800 da 189 posti si è aggiunto alla flotta e un altro che in precedenza apparteneva a Air Italy lo ha seguito nel 2020.

## Destinazioni
Al 2021, Bluebird Airways opera voli tra 15 destinazioni in Bulgaria, Cipro, Grecia, Israele, Italia, Repubblica Ceca, Romania, Spagna e Ungheria.

## Flotta

### Flotta attuale

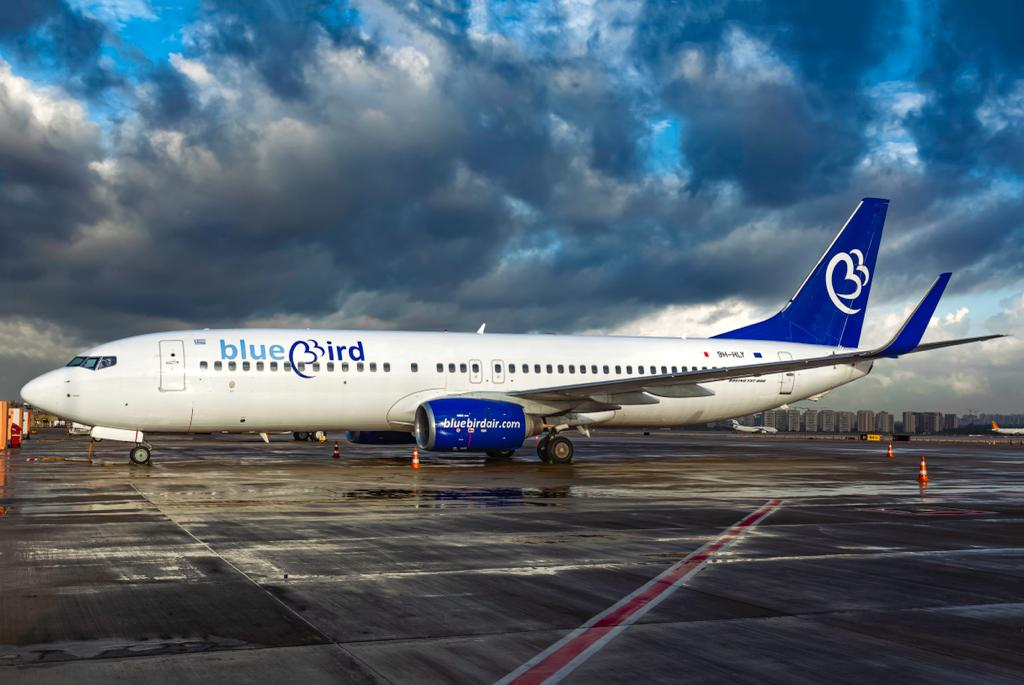
Un Boeing 737-800.

Ad agosto 2024 la flotta di Bluebird Airways è così composta:

### Flotta storica

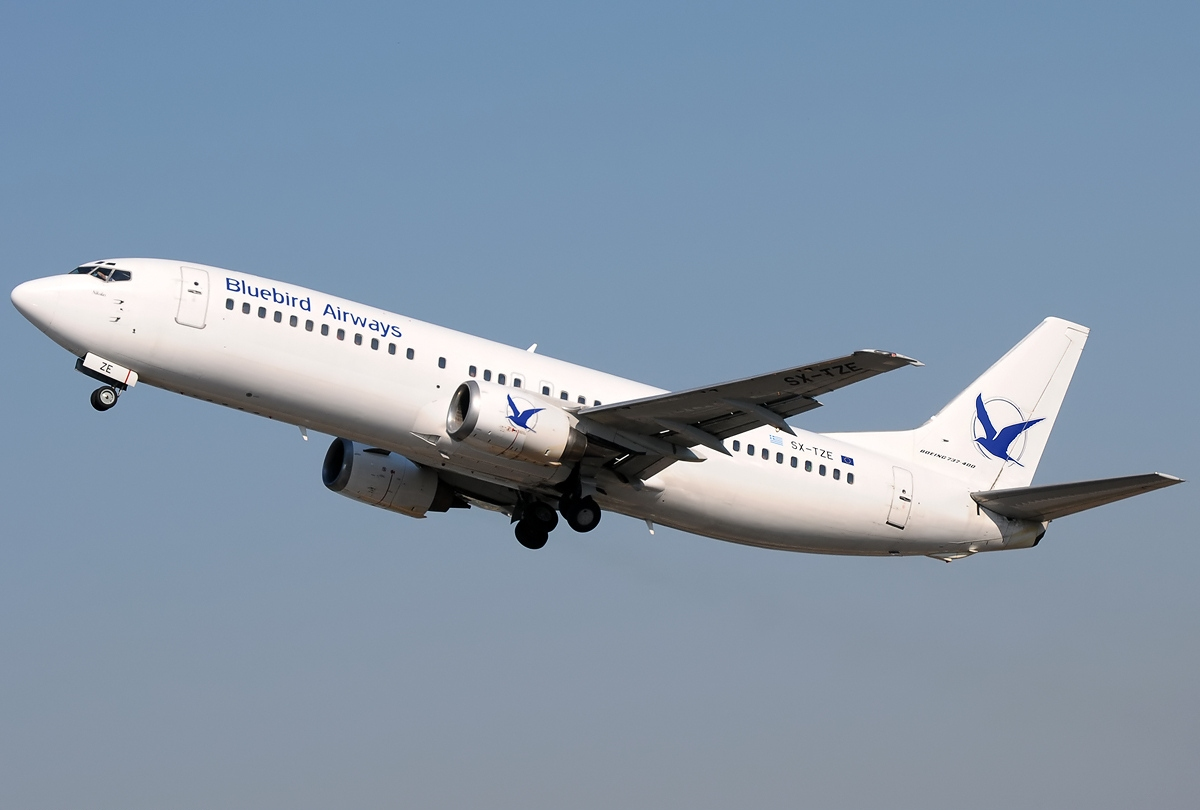
Un Boeing 737-400.

Bluebird Airways operava in precedenza con i seguenti aeromobili: